# Spartan: Total Warrior
Spartan: Total Warrior је видео-игра, наставак серијала Total War, коју је развио тим Кријејтив асембли а издала Сега. Игра је издата за плејстејшн 2, иксбокс и гејмкјуб. Играч је стављен у улогу спартанског ратника који се кроз 14 различитих нивоа бори против Римског царства. 
Док је тежња других игара из овог серијала на аутентичном репродуковању историјског окружења, игра Spartan: Total Warrior одступа од овог приступа. 